# Juan Ramón Ruano
Juan Ramón Ruano Santana (* 29. November 1983 in Usagre, Provinz Badajoz) ist ein spanischer Fußballspieler, der auf sämtlichen Positionen im Mittelfeld agieren kann. Seit Sommer 2011 steht er bei UB Conquense in der spanischen Segunda División unter Vertrag.

## Karriere

### Karrierebeginn in der Heimat
Einen Teil seiner Jugendkarriere verbrachte der im Jahre 1983 in der beschaulichen Stadt Usagre in der Extremadura geborene Ruano beim Fußballklub von Llerena in der Campillo de Llerena. Dort war er bis 1999 im Nachwuchs aktiv, ehe es ihn für ein Jahr nach Monesterio zog, wo er für den Sportverein in der Jugend zum Einsatz kam. Danach kam er noch im Jahr 2000 zum CD Badajoz, bei dem er schließlich auch seinen Durchbruch im Herrenfußball schaffte, nachdem er zuvor noch in der B-Mannschaft der Westspanier eingesetzt wurde. Bis zum Jahr 2003 verbrachte er schließlich einen Großteil seiner Spielzeit im B-Team, ehe er im Jahre 2003 in den Kader der ersten Kampfmannschaft geholt wurde. Beim Team mit Spielbetrieb in der Gruppe IV der Segunda División B, der dritthöchsten Spielklasse im spanischen Fußball, kam er damals in elf Ligapartien zum Einsatz, blieb dabei allerdings torlos und verbrachte den Rest der Saison 2003/04 im unterklassig spielenden B-Team. Nachdem er zum Saisonende auch noch von seinem Verein abgegeben wurde, verbrachte Ruano eine halbe Saison beim Ligakonkurrenten CD Don Benito, bei dem er es allerdings auch nicht zur Stammkraft brachte, es aber immerhin auf 14 torlose Einsätze in der Meisterschaft brachte. Mit Badajoz im Vorjahr noch im Meisterschafts-Play-off konnte der Mittelfeldakteur mit dem CD Don Benito über die gesamte Saison hinweg nicht wirklich mithalten und stieg zum Saisonende gar in die Viertklassigkeit ab. Doch davor tätigte Ruano ein Wechsel in den spanischen Profifußball, wo er schließlich beim FC Córdoba seinen Durchbruch als Profi feiern sollte.

### Erste Schritte im Profifußball
Nach seiner Aufnahme in den Profikader des damaligen spanischen Zweitligisten kam er für diesen im weiteren Saisonverlauf der Spielzeit 2004/05 zu insgesamt 24 Zweitligaeinsätzen, in denen er auch einen Treffer erzielte, seinen ersten Treffer im Herrenfußball überhaupt. Am Ende der Saison reichte es für den Klub aus Andalusien in der zum Teil sehr dicht gestaffelten Tabelle nicht für den Klassenerhalt und man stieg knapp auf einem Abstiegsplatz rangierend nach sechs Spielzeiten in der zweithöchsten Fußballliga Spaniens wieder in die Drittklassigkeit ab. Dort angekommen konnte sich das Team zwar keinen Platz im Aufstiegs-Play-off sichern, war aber dennoch in der Copa del Rey vertreten. Als aufstrebende Stammkraft in den mittleren Reihen seiner Mannschaft brachte es der Offensiv-Allrounder auf insgesamt 31 Auftritte in der Segunda División B und erzielte dabei vier Tore. In der Sommerpause bekam Ruano schließlich ein Angebot eines spanischen Profiklubs; der CD Teneriffa wollte ihn unter Vertrag nehmen. Dieser erhielt allerdings nur die Chance auf einen leihweisen Wechsel des Mittelfeldspielers. Nachdem er beim Klub, der nach einer schlechten vorhergegangenen Spielzeit beinahe in die dritte Liga Spanien absteigen und seitdem umrüsten musste, einen Leihvertrag für die Herbstsaison 2006/07 unterzeichnet hatte, kam er für diesen in lediglich vier Zweitligapartien zum Einsatz. Sein Debüt für den Klub gab er dabei beim 1:0-Auswärtserfolg über den UD Almería am 26. August 2007, als er in der 62. Spielminute für Ángel Luis Rodríguez Díaz auf den Rasen kam. Weitere Einwechslungen folgten bis zum Jahresende in zwei darauffolgenden Partien. Bei der 2:1-Auswärtsniederlage gegen den UD Vecindario stand der damals 23-jährige Spanier erstmals in der Startelf der Mannschaft, konnte sich hierbei aber auch nicht durchsetzten und wurde deswegen zum Ende hin ausgewechselt. Obgleich der Inselklub eine Kaufoption auf den jungen Spieler hatte, wurde diese nie gezogen und der Mittelfeldakteur nach Ablauf der Leihfrist zur Wintertransferperiode wieder an seinen Stammklub abgegeben, der ihn jedoch umgehend wieder verlieh. Da er im Profifußball offenbar nicht wirklich Fußfassen konnte, wurde er bis zum Saisonende an den Drittligisten FC Orihuela abgegeben, der ihn daraufhin in 15 Meisterschaftsspielen einsetzte. Beim eben erst aus der Tercera División aufgestiegenen Klub absolvierte er eine passable Frühjahrssaison, in der es die Mannschaft bis auf den siebenten Tabellenplatz schaffte und damit nur knapp an einem Copa-del-Rey-Startplatz vorbeischrammte.

### Endgültiger Wechsel in die Drittklassigkeit
Gleich nach der Rückkehr zu seinem Stammklub beschlossen die Klubverantwortlichen aufgrund der Aussichtslosigkeit, sich im spanischen Profifußball durchzusetzen, Juan Ramón Ruano Santana zum Transfer freizugeben. Bald darauf wechselte Ruano auch schon nach Benidorm zum dort spielenden CD Benidorm. Bei diesem konnte er sich anfangs, vor allem wegen eines längeren verletzungsbedingten Ausfalles, nicht durchsetzen und brachte es so bis zum Saisonende auf lediglich acht Einsätze und zwei Treffer. Mit dem Team brachte er es im Endklassement auf den vierten Tabellenplatz, was einen Platz im Aufstiegs-Play-off bedeutete, wo die Küstenstädter allerdings an ihren Kontrahenten scheiterten. In der darauffolgenden Spielzeit erkämpfte sich der Allrounder einen Stammplatz beim Klub aus dem bekannten Badeort am Mittelmeer und brachte es für den Klub auf insgesamt 35 Ligaauftritte, in denen er ebenfalls zwei Treffer ins gegnerische Tor beförderte. Jedoch konnte das Team nicht mehr an die Erfolge des Vorjahres anschließen und war über weite Strecken der Saison in den Abstiegskampf verwickelt, den man letztlich auf dem 14. Platz rangierend noch gewinnen und einen möglichen Abstieg abwehren konnte. Dies war auch mit ein Anlass für den neuerlichen Vereinswechsel Ruanos am Ende der Saison, als ihn sein Weg zu Deportivo Alavés führte. Bei der ersten Kampfmannschaft des Klubs, die nach dem Abstieg in der vorherigen Spielzeit ebenfalls in der dritthöchsten Liga angesiedelt war, wurde er sogleich zu einer Stammkraft geformt, die es bis zum Saisonende auf 31 Einsätze in der Liga, sowie zwei Treffer brachte. Am Ende reichte es mit einem fünften Platz knapp nicht für das Aufstiegs-Play-off, jedoch fixierte man damit einen Startplatz in der Copa del Rey, ein ebenfalls noch ernüchternder Erfolg für die Mannschaft. Obgleich der Erfolge und seinem Wirken als Stammspieler beschloss Ruano zum Saisonende einen weiteren Vereinswechsel anzutreten, der ihn diesmal zum Ligakonkurrenten UD Alzira führte. Beim Klub, der zum Ende der Spielzeit nicht mehr den Klassenerhalt schaffte und den Weg in die Tercera antreten musste, absolvierte er bis zu Winter 16 Ligaspiele mit einem Treffer, ehe ein ausländischer Klub ein Auge auf ihn warf.

### Überraschungstransfer nach Österreich
Nachdem der österreichische Bundesligist LASK Linz bereits im Dezember 2010 von einer möglichen Verpflichtung des technisch versierten Spielers sprach, wurde der 27-Jährige schließlich erst im Januar 2011 vom abstiegsgefährdeten oberösterreichischen Klub unter Vertrag genommen, während sich das Team gerade auf Trainingslager in der Türkei befand und der Spieler so seinem Team nachreisen musste. Der vom Klub zuerst als offensiver Mittelfeldspieler präsentierte, später aber auch auf anderen Mittelfeldpositionen eingesetzte Ruano wurde in seiner Anfangsphase von den Klubverantwortlichen als Spieler mit „viel Potential“ bezeichnet, der vor allem durch seine „gute Übersicht, kurze Ballführung und seine starken Dribblings“ auffiel. Bei den Linzern, die mit der Aufnahme von spanischen Akteuren einen ähnlichen Weg einzuschlagen versuchten, wie ihr nahegelegener Lokalrivale, die SV Ried, hatte man zu diesem Zeitpunkt mit Ruano und den Spielern Rubén López und Aridane Tenesor gleich drei Spanier im Profikader. Sein eigentliches Debüt in der österreichischen Bundesliga gab Ruano schließlich am 12. Februar 2011 bei einer 0:1-Heimniederlage gegen die zu diesem Zeitpunkt ebenfalls noch stark abstiegsgefährdete SV Mattersburg, als er von Beginn an eingesetzt und ab der 86. Spielminute durch Leonhard Kaufmann ersetzt wurde. In der nächsten Runde, bei einer 2:0-Niederlage im Oberösterreich-Derby zwischen Linz und Ried wurde der Offensiv-Allrounder erneut von Beginn an eingesetzt und kurz vor Spielende durch Lukas Kragl ersetzt. Danach folgten bis zum Saisonende weitere neun Ligaauftritte, die er allerdings allesamt nur als Ersatzspieler absolvierte und dabei zumeist nur für wenige Minuten auf den Rasen kam. Aufgrund der fehlenden Einsatzminuten und der fehlenden Qualitäten als Joker blieben die Tore in Österreichs Erstklassigkeit ebenfalls aus. Wie schon zu seiner Zeit in Spanien konnte er sich auch im österreichischen Profifußball nicht wirklich durchsetzen und stieg, wie schon des Öfteren in seiner Vergangenheit, auch mit den Linzern in die zweitklassige Erste Liga ab.